# Вибракування курчат

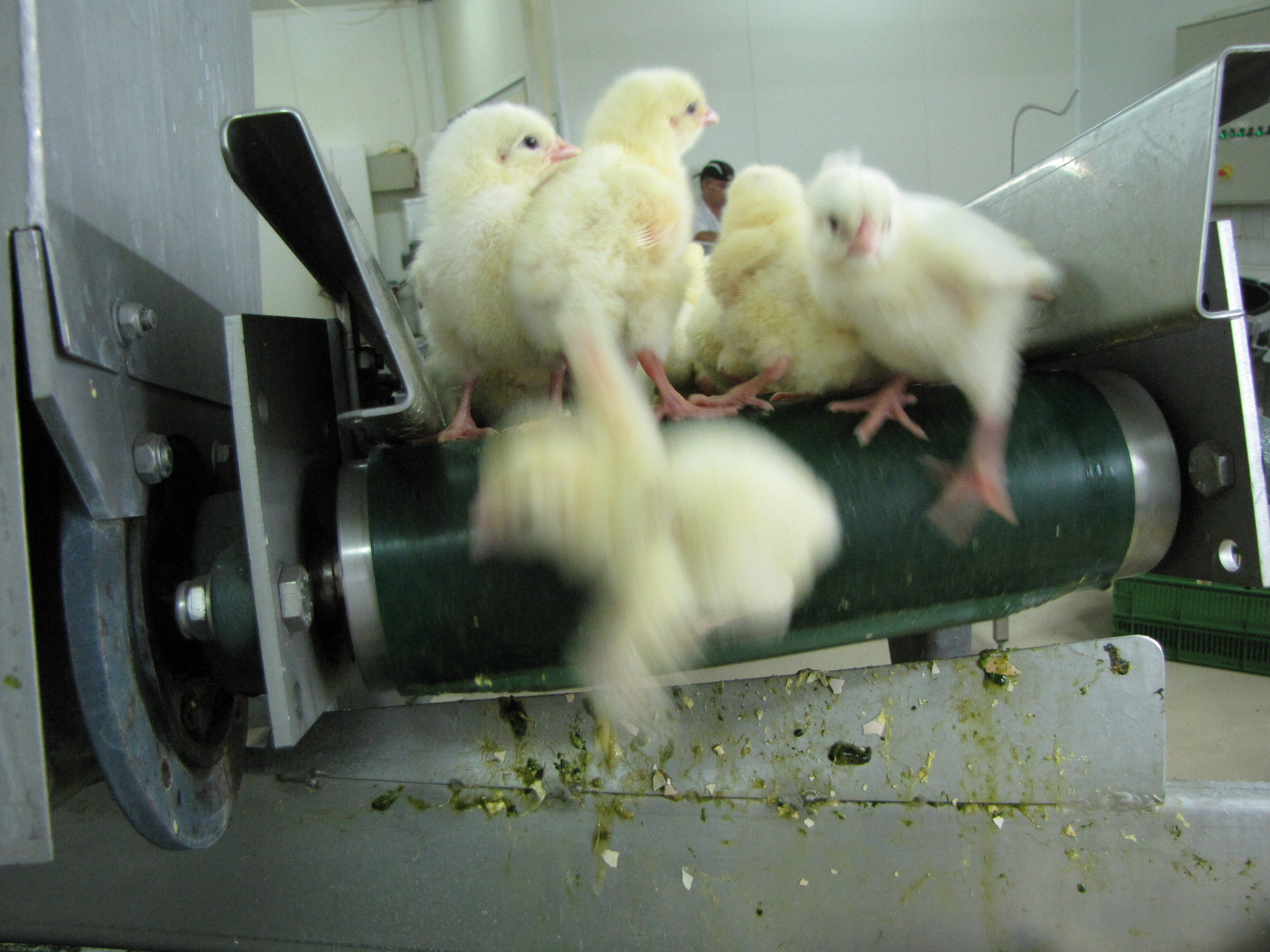
Курчата чоловічої статі на конвеєрі подрібнювача за секунди до смерті

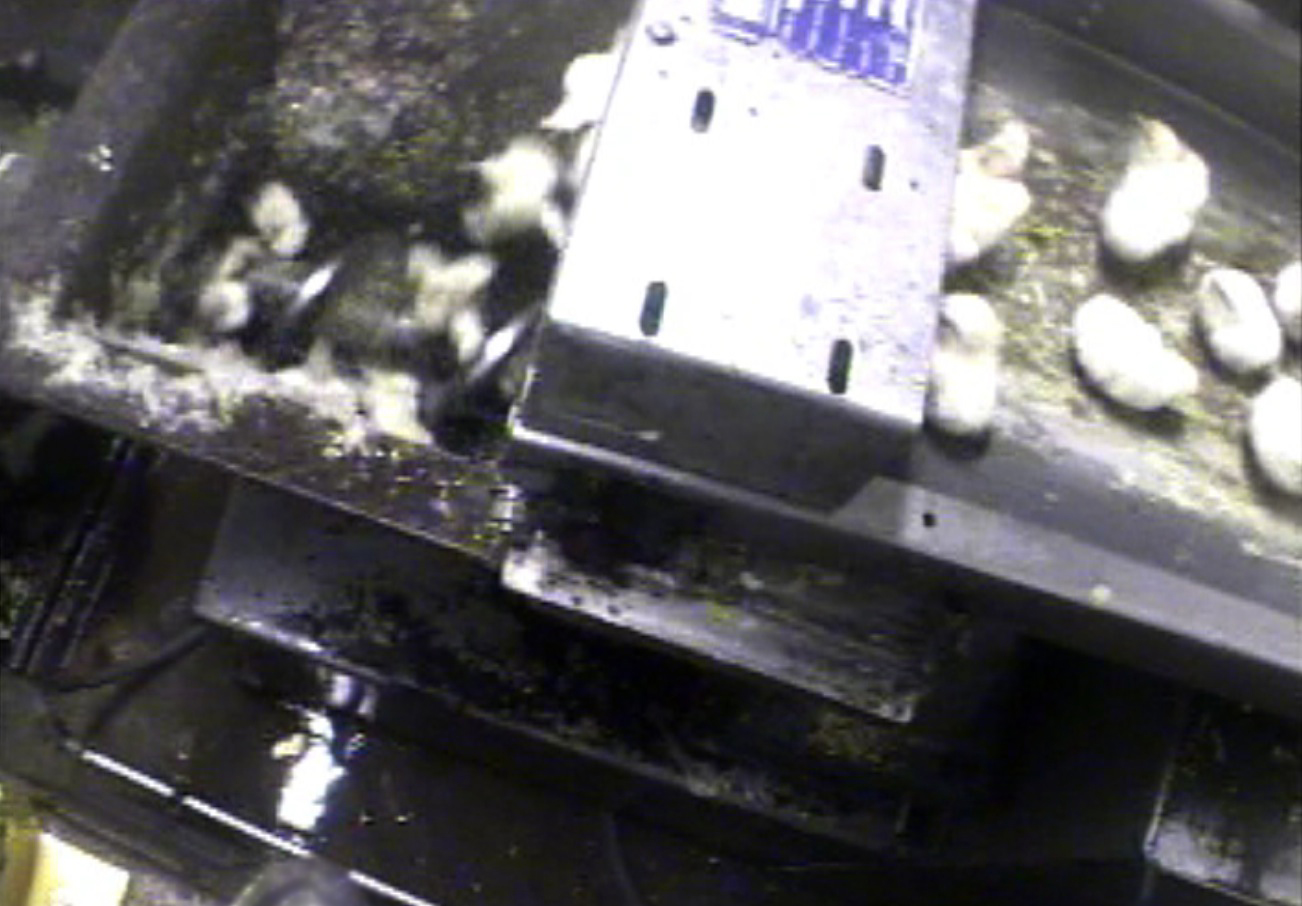
Курчата подрібнені мацератором (промисловим подрібнювачем)

Вибраковування курчат або знищення небажаних курчат — процес відокремлення та знищення небажаних (самців і нездорових самок) курчат, які не мають користі в індустрії інтенсивного тваринництва. Це трапляється в будь-якому індустріальному виробництві яєць, будь то вільний вигул, органіка чи клітки. Однак деякі сертифіковані ферми, які вирощують яйця на пасовищах, вживають заходів для повного виключення цієї практики. Щороку в яєчній промисловості у всьому світі вибраковується близько 7 мільярдів курчат. Оскільки кури чоловічої статі не несуть яєць, а запліднювати яйця повинні лише ті кури, які беруть участь у програмах розведення, їх вважають зайвими для індустрії відкладання яєць і зазвичай вбивають незабаром після встановлення статі, що відбувається лише через кілька днів після зачаття або вилуплення. Деякі методи вибракування, які не включають анестетики, включають: вивих шийки матки, асфіксію вуглекислим газом і мацерацію за допомогою високошвидкісної шліфувальної машини. Мацерація є основним методом у Сполучених Штатах. У західних країнах мацерація часто є кращим методом перед асфіксією вуглекислим газом, оскільки її часто вважають «гуманнішою», оскільки смерть настає миттєво або протягом секунди.
Завдяки сучасному селекційному розведенню породи курей-несучок відрізняються від ліній м'ясної продуктивності (бройлерів). У Сполучених Штатах самців вибраковують для виробництва яєць, тому що самці «не несуть яєць і не ростуть настільки великими, щоб стати бройлерами».
Каченят і гусенят також вибраковують при виробництві фуа-гра. Однак, оскільки самці набирають більше ваги, ніж самки в цій системі виробництва, самок вибраковують, іноді в промисловому подрібнювачі. Таким чином можна вбивати до 40 мільйонів самок качок на рік. Залишки каченят згодом використовують у котячих кормах і добривах.
Через занепокоєння добробутом тварин існує суспільство проти вибракування курчат. У 2010-х роках вчені розробили технології визначення статі курчат, коли вони ще знаходяться в яйцях (визначення статі in-ovo). Як тільки ці методи були доступні в комерційних масштабах, Німеччина та Франція спільно стали першими країнами у світі, які заборонили вбивство курчат з 1 січня 2022 року, і закликали інші країни-члени ЄС зробити те саме.

## Історія

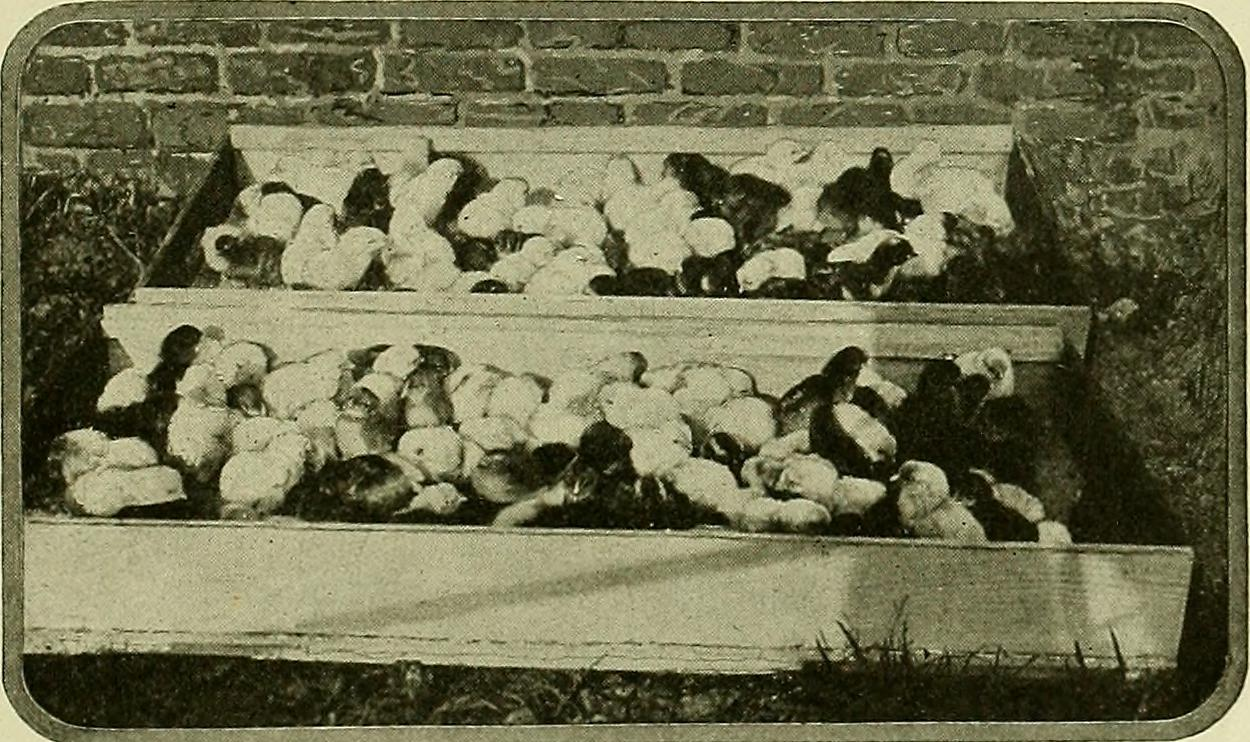
Пташенята виведені на початку 1900-х років

До виведення сучасних м’ясних порід бройлерів більшість курей чоловічої статі (півників) забивали на м’ясо, а самок (моляток) зберігали для виробництва яєць. Однак після того, як промисловість успішно вивела окремих м’ясних і яєчних гібридів — починаючи з 1920-х і 1930-х років — не було причин зберігати самців яєчного гібрида. Як наслідок, самців яйцекладних курей вбивають якнайшвидше після вилуплення та визначення статі, щоб зменшити фінансові втрати, які несе заводчик. Для точного визначення статі курчат у максимально молодому віці розроблені спеціальні методики.
У листопаді 2018 року в Берліні, Німеччина, були продані «перші у світі яйця без вбивства для промислового виробництва».

## Методи

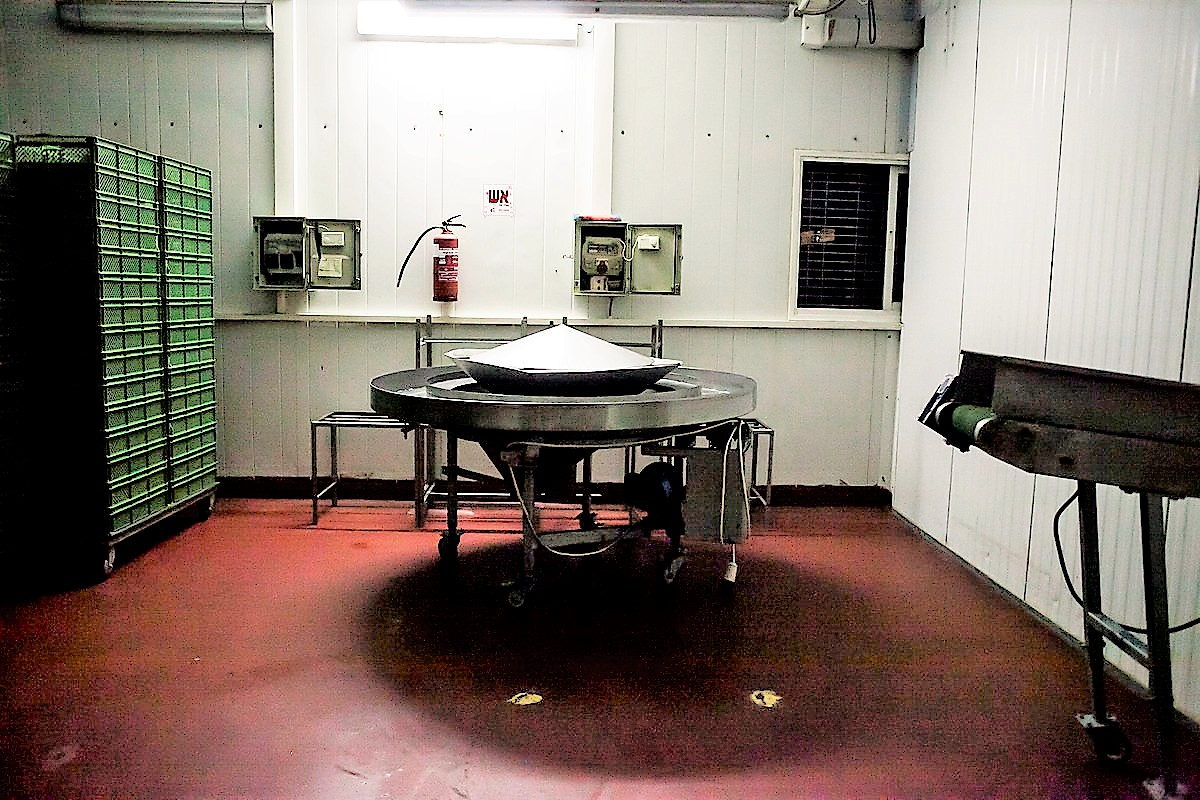
Машина для шліфування курчат

Для вибракування курчат використовують кілька способів:
- Мацерація (також називається «шліфування», «подрібнення» або «кришення»); курчат поміщають у велику високошвидкісну промислову м'ясорубку.[11]
- Задуха (також називається «газуванням» або «вбивством у контрольованій атмосфері»); вуглекислий газ використовується, щоб викликати втрату свідомості, а потім смерть.[11][12]
- Вивих шийки матки; курчатку ламають шиї.
- Ураження електричним струмом; через тіло курчати пропускають електричний струм, поки воно не загине.[13]
- Асфіксія; курчат поміщають в поліетиленові пакети.[14]

### Дозволені методи в ЄС
Дозволені процедури знищення курчат гармонізовано в Європейському Союзі. Правила, започатковані в 1976 році, були змінені в 1993 році, першою директивою, яка спеціально брала до уваги курчат. У 2009 році була прийнята нова директива, яка набула чинності 1 січня 2013 року (замінила директиву 1993 року) і востаннє оновлена 14 грудня 2019 року:
- «Використання механічного пристрою, що спричиняє швидку смерть» (по суті, подрібнення)
- «Вплив вуглекислого газу» (по суті газоутворення)

### Рекомендовані методи в США
Методи «евтаназії» Американської ветеринарної медичної асоціації (AMVA) включають: вивих шийки матки, мацерацію та асфіксію вуглекислим газом. Виконавча рада AMVA у 2005–2006 роках запропонувала змінити політику, рекомендовану Комітетом із захисту тварин, щодо вбивства небажаних курчат, індичат і яєць із кісточками. Політика зазначає:
- «Небажаних курчат, пташенят і яєць з кісточками слід знищувати прийнятним гуманним методом, таким як використання комерційно розробленого мацератора, який призводить до миттєвої смерті. Душити небажаних курчат або пташенят у мішках чи контейнерах неприпустимо. Зернятка, небажані курчата або пташенята повинні бути вбиті перед утилізацією. Яйце без кісточок, або піп, — це те, у якому курча або пташеня не змогли вирватися з яєчної шкаралупи під час процесу висиджування».[18]

У 2016 році американські виробники оголосили про мету до 2020 року визначати стать курчати, що розвивається, задовго до вилуплення, щоб яйця самців могли бути знищені. Однак у січні 2020 року вони заявили, що вбивство одноденних курчат залишається неминучим через відсутність життєздатної альтернативи.

## Статистика

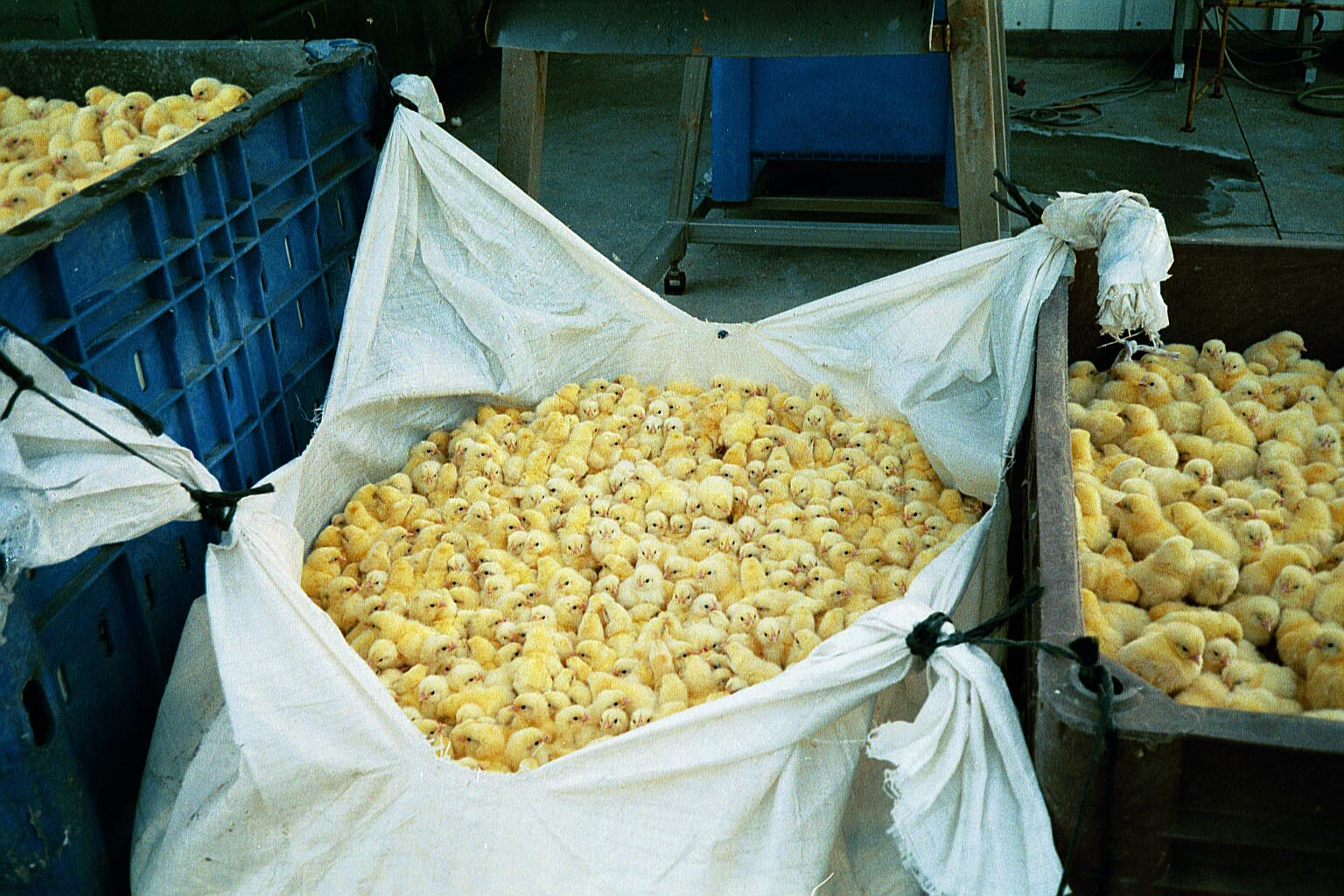
Пташенят самців готують до вбивства

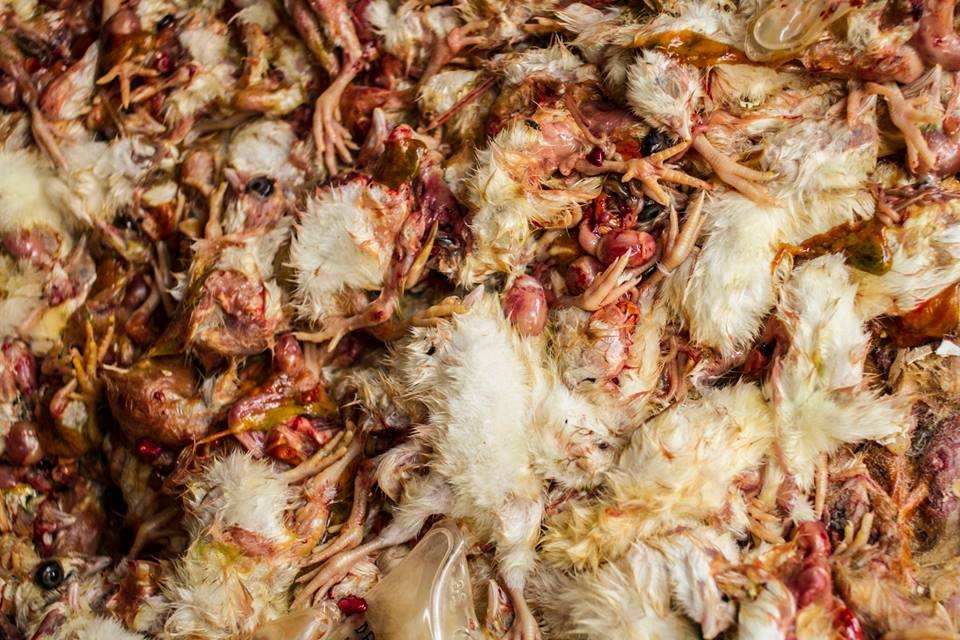
Подрібнені пташенята

- У всьому світі: приблизно 7 мільярдів курчат вибраковується щорічно в усьому світі (оцінка Poultry Site на 2015 рік).[3] Інші оцінки включають 6 мільярдів (заява SMH за червень 2016 року),[21] 4–6 мільярдів курчат (заява The Guardian за грудень 2018 року).[22] За даними одного з фаудерів In-Ovo Wouter Bruins у жовтні 2013 року, лише 20 країн з найбільшим виробництвом птиці вибраковували 3,2 мільярда курчат на рік.[23]
- Австралія: щорічно вибраковується понад 12 мільйонів курчат самців (оцінка на червень 2016 року).[21] Подрібнення є основним методом[24], але також використовується газування.[21]
- Бельгія: щорічно вибраковується понад 15 мільйонів курчат, 40 000 на день (оцінка на лютий 2020 року).[12] Викид CO2 є єдиним використовуваним методом, який відбувається у два етапи: курчат спочатку оглушують, а потім убивають.[12]
- Канада: щорічно вибраковується 22,5 мільйона курчат, майже 62 000 на день (оцінка на грудень 2016 року).[25]
- Франція: щорічно вибраковується 50 мільйонів курчат самців у галузі виробництва яєць (оцінка на лютий 2020 року)[26], а близько 16 мільйонів самок каченят і гусенят щорічно вибраковується у промисловості фуа-гра.[27] Подрібнення є основним методом в обох галузях.[7][26]
- Німеччина: щороку вибраковується до 50 мільйонів курчат самців (оцінка на жовтень 2019 року).[28] Газування є основним методом.[28]
- Індія: щорічно вибраковується понад 180 мільйонів курчат самців (оцінка на жовтень 2014 року).[14] Основним методом є мацерація, хоча також повідомлялося про удушення за допомогою пластикових пакетів.[14]
- Нідерланди: щорічно вибраковують 45 мільйонів курчат (за оцінками на травень 2016 року).[29] Газування є основним методом.[29]
- Нова Зеландія: щорічно вибраковується від 2,5 мільйонів (оцінка на квітень 2001 року) до 3 мільйонів (оцінка на червень 2016 року) самців курчат.[30][31] Основним методом є перемелювання.[30]
- Іспанія: щорічно вибраковується 35 мільйонів курчат (оцінка на березень 2020 року).[32]
- Швейцарія: близько 3 мільйонів курчат вибраковується щорічно (оцінка на вересень 2019 року).[33] Газування — єдиний застосовуваний метод; подрібнювання було заборонено 1 січня 2020 року та рідко використовувалася до цієї дати.[33]
- Сполучене Королівство: від 30 до 40 мільйонів курчат вибраковується щорічно (заява Viva! за листопад 2010 року).[34] Стаття Telegraph за листопад 2010 року повідомляла про дві таємні операції, проведені організацією захисту тварин Viva! показує інкубаторій із застосуванням газового методу та інкубаторій із методом мацерації, обидва розташовані в Престоні.[34] Повідомляється, що обидва методи були «законними та схваленими як Асоціацією гуманного забою тварин, так і RSPCA», а представник Британської інформаційної служби яєць (BEIS) сказав, що у Великій Британії газування використовується частіше, ніж подрібнювання.[34] У березні 2015 року представник BEIS наполягав, що єдиним методом, який використовується у Великій Британії, є отруєння газом.[11]
- Сполучені Штати: щорічно вибраковується 300 мільйонів курчат (за даними Humane Society, січень 2020 року)[35]. У 2009 році Associated Press оцінило цю кількість у 200 мільйонів[36]. Основним методом є мацерація.[4]

## Суперечки та поступова відмова
Прихильники захисту тварин стверджують, що багато з нинішніх практик забою курей є неетичними. Захисники прав тварин стверджують, що це неправильно без потреби експлуатувати та вбивати інших розумних істот для виробництва їжі, включаючи пташенят.

### Наукові дослідження альтернатив (2010-ті)

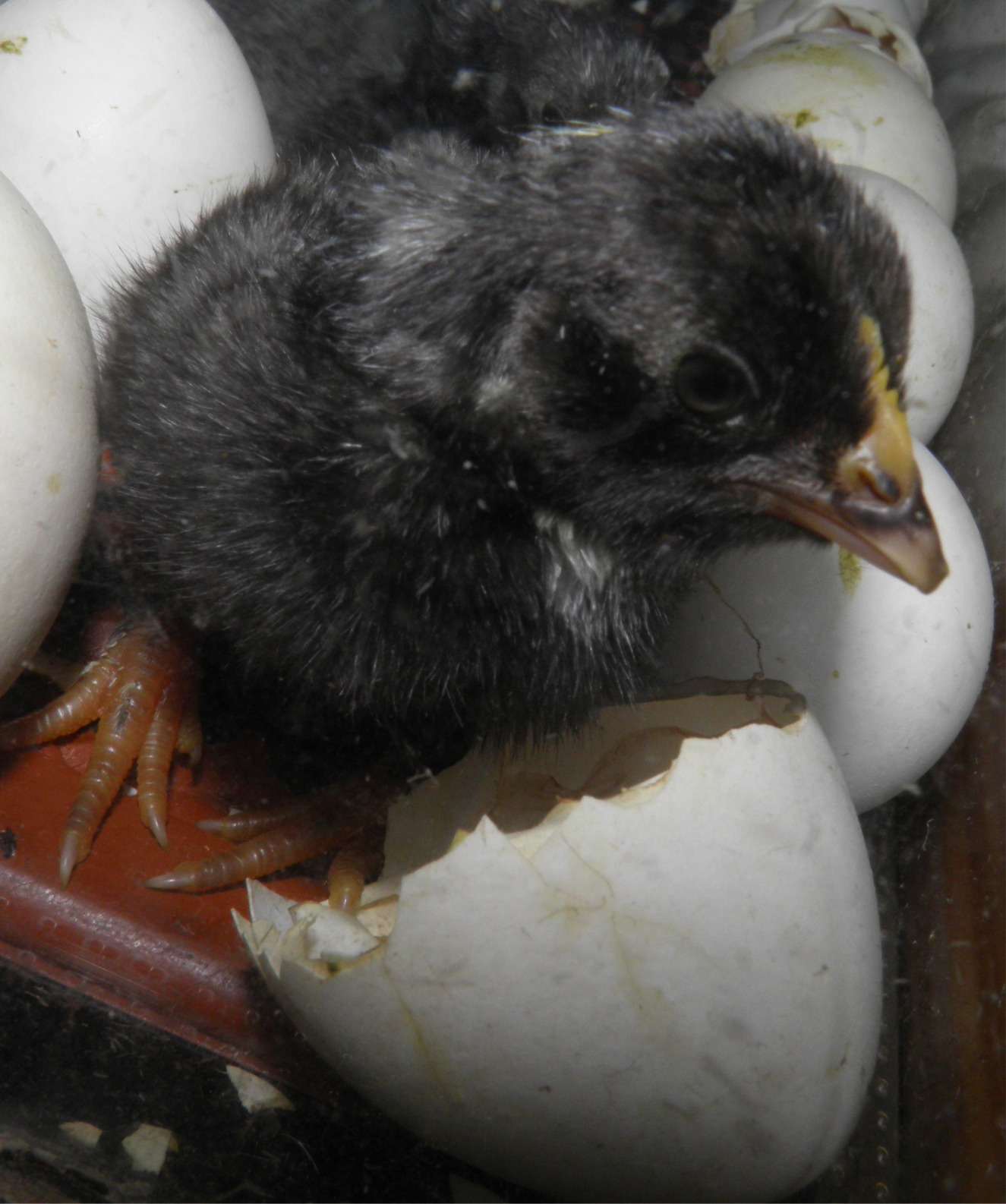
Вилуплення самки пташеня

Кілька технологій можуть уникнути вибракування курчат, визначаючи стать курчати до вилуплення. Ці технології покладаються на вимірювання яєць (за допомогою спектроскопії, хімічних аналізів або візуалізації); вони можуть визначити стать курчати протягом 4–9 днів після знесення. Деякі методи потребують генної інженерії, щоб зробити чоловічі яйцеклітини флуоресцентними. Такі методи є привабливими не лише з етичних міркувань, але й для зменшення витрат на використання людей-відбраковувачів та інкубацію чоловічих яєць. Тімоті Курт, директор Департаменту сільського господарства Сполучених Штатів, сказав: «Усі хочуть того самого, і правильна технологія може вирішити це прямо зараз».
У 2014 році представник Unilever сказав: «Ми також взяли на себе зобов’язання забезпечити фінансування та експертизу для досліджень і впровадження альтернативних методів, таких як ідентифікація статі (статі) яйцеклітин in-ovo. Ця нова технологія дає можливість усунути висиджування та вибракування курчат самців».
У 2015 році Лейпцизький університет розробив метод визначення статі запліднених яєць через 72 години після початку процесу інкубації. Процедура передбачає використання лазера для свердління отвору в яєчній шкаралупі та аналізу того, як клітини крові яйця розсіюють це світло за допомогою раманівської спектроскопії в ближньому інфрачервоному діапазоні. Потім дірку в яєчній шкаралупі знову закривають, і ембріони жіночої статі можна буде інкубувати як зазвичай. Самці все одно будуть викинуті, але на ранніх стадіях розвитку.
У 2018 році Міністерство сільського господарства та харчової промисловості Канади інвестувало 844 000 доларів США в електронне «сканування» запліднених яєць, щоб визначити їх стать.
У вересні 2019 року заснована конгресом Сполучених Штатів у 2014 році компанія Foundation for Food and Agriculture Research нагородить шістьох учасників із десяти країн 6 мільйонами доларів за робочі роботи.
Технологія CRISPR використовує «молекулярні ножиці» для освітлення самців курчат після зачаття та перед тим, як їх помістити в інкубатор для виведення, таким чином усуваючи всіх самців від виведення.
Навесні 2021 року голландська компанія In Ovo з Лейдена представила нову машину для визначення статевих ознак «Ella», яка мала точність понад 95%, яку, можливо, можна було б оновити до 99% у короткостроковій перспективі. Його метод отримання рідини із заплідненої яйцеклітини за допомогою голки та знаходження біомаркера сабінаміну в цьому зразку за допомогою мас-спектрометрії займає менше однієї секунди.
Наприкінці травня 2021 року дослідницька група з Technische Hochschule OWL, що базується в Лемго, Німеччина, стверджувала, що може просвітити лазером невеликий отвір у лусці запліднених яєць і визначити його стать за відбитим світлом за допомогою флуоресцентної спектроскопії протягом шести годин. днів, таким чином дотримуючись законодавчої вимоги Німеччини щодо раннього визначення статі з 2024 року. Стартапи, включно з Respeggt та In Ovo, відповіли скептично, заявивши, що публікація цих висновків здається поспішною, і що «багато методів спочатку можуть здатися багатонадійними, але не відразу корисними на практиці».

### Правовий виклик у Німеччині (2013–2019)
У 2013 році німецька земля Північний Рейн-Вестфалія видала указ, що забороняє інкубаторіям вбивати курчат, проти якого оскаржили два інкубаторії в цій землі. Оскільки в першому пункті німецького Закону про добробут тварин зазначено, що «ніхто не має права заподіювати біль, страждання чи шкоду тварині без поважної причини», суд нижчої інстанції постановив, що вбивство для виробництва їжі є «розумною» підставою. Це призвело до оскарження у Федеральному адміністративному суді в Лейпцигу. 13 червня 2019 року цей суд вирішив, що поточний спосіб вибракування курчат «порушує закони країни, які забороняють вбивати тварин без поважної причини». Однак суд дозволив інкубаторіям тимчасово продовжувати вибраковувати курчат, доки не будуть запроваджені альтернативи, такі як визначення статі в яйцях. Такі «яйця без вбивства» були введені на німецький ринок у 2018 році та були доступні у понад 200 магазинах до червня 2019 року, але промислового рішення ще не було.

### Політичні зусилля (2019–дотепер)

Поточний глобальний правовий статус вибракування курчат у птахівництві:
Заборона на вибраковування курчат
Перемелювати курчат незаконно, але вбивати курчат газом дозволено
Запланована заборона на вибраковування курчат
Вибракування курчат законне будь-яким методом, заборони не планується
Брак даних

Поточний правовий статус вибракування курчат в Європі:
Заборона на вибраковування курчат
Перемелювати курчат незаконно, але вбивати курчат газом дозволено
Запланована заборона на вибраковування курчат
Вибракування курчат законне будь-яким методом, заборони не планується
Брак даних

У відповідь на рішення Лейпцизького суду в червні 2019 року міністр сільського господарства Німеччини Юлія Клекнер заявила, що вибракування курчат є «етично неприйнятним» і стверджувала, що це має бути заборонено. Угода Великої коаліції від березня 2018 року зазначала, що вибракування курчат мало бути припинено «до середини поточного законодавчого періоду», тобто в жовтні 2019 року, але ця мета не була досягнута.
На той час найпоширенішим методом вибракування курчат у Німеччині було газування, яке вбивало до 50 мільйонів курчат на рік. Хоча на той час федеральний уряд уже інвестував мільйони євро в стимулювання наукових досліджень двох альтернативних методів визначення статі в яйцях, вони ще не були готові до продажу.
У вересні 2019 року в Швейцарії парламент проголосував за заборону подрібнення курей. Це попри те, що ця практика не використовується у Швейцарії. Далі було зазначено: «Ця тенденція вирощувати види лише для виробництва яєць або м'яса перетворює тварин просто на об'єкти. Це призвело до абсурдних практик, таких як подрібнення живих курчат самців». Однак практика вбивства курчат газом, яка вбиває близько трьох мільйонів курчат у Швейцарії на рік, залишилася законною.
Наприкінці жовтня 2019 року міністр сільського господарства Франції Дідьє Гійом сказав France Inter: «Ми оголосили минулого тижня з моєю колегою, міністром сільського господарства Німеччини [Юлією Клекнер], що ми збираємося припинити подрібнення курчат, яке сьогодні вже не припустимо. Збираємося до кінця 2021 року». Крім того, він стверджував, що таку практику необхідно поетапно замінювати, а не негайно припиняти: «Якщо ми зробимо це негайно, що станеться? Яєць більше не буде».
13 січня 2020 року під час офіційного візиту Гійома до Клекнера міністри заявили у спільній заяві, що Франція та Німеччина хочуть припинити масове винищення курчат на рівні ЄС до кінця 2021 року. Гійом заявив, що «Франція та Німеччина мають стати європейським двигуном для просування в цьому питанні», а Клекнер додав, що головування Німеччини в ЄС у другій половині 2020 року було хорошою можливістю для цього. Країни планували об'єднати різні групи для обміну науковими знаннями та впровадження альтернативних методів. 28 січня 2020 року Гійом повторив на пресконференції, що вибракування небажаних курчат самців (шляхом подрібнення) буде заборонено у Франції до кінця 2021 року Хоча деякі захисники тварин привітали цей крок, інші сказали, що рішення зайшло недостатньо далеко. Оточення міністра повідомило агенції Франс Прес, що незрозуміло, чи включала його оголошена заборона також удушення за допомогою CO2 (що було виключено зі швейцарської заборони), вимагаючи від нього прямої заборони також і на цей метод вибракування курчат.
На початку лютого 2020 року чотири голландські організації з прав тварин надіслали листи прем'єр-міністру Марку Рютте та парламентській комісії з питань сільського господарства, закликаючи їх наслідувати приклад Швейцарії та Франції та поступово припинити вибраковування курчат, включно з газом, у Нідерландах до кінця 2021. Міністерство сільського господарства Нідерландів обережно відповіло, що «вивчається політичне рішення» і що міністр сільського господарства незабаром надасть більше інформації. У березні 2020 року Управління виробництва та аграрних ринків Міністерства сільського господарства Іспанії заявило, що працює з виробниками яєць, щоб у 2021 році припинити щорічне вибраковування 35 мільйонів курчат в Іспанії. Міністерство повідомило, що виробники тестують дві різні методики визначення статі in-ovo.
У січні 2021 року федеральний уряд Німеччини схвалив проєкт закону про заборону вибраковування курчат, який має набути чинності наприкінці 2021 року У разі ухвалення Бундестагом Німеччина стане першою країною у світі, яка заборонить таку практику, підтверджуючи свої спільні зобов'язання з Францією, взяті в січні 2020 року 20 травня 2021 року Бундестаг справді проголосував за заборону вибракування курчат у Німеччині з 1 січня 2022 року Хоча станом на 2021 рік науковий консенсус був таким, що курячі ембріони не зможуть відчувати біль щонайменше до 11-го дня, і в той час більшості стартапів із визначенням статі яйцеклітини вдавалося визначити їх стать на 9-й день, новий німецький закон також диктував що до 1 січня 2024 року всі запліднені яйцеклітини в Німеччині повинні бути визначені за стать протягом 6 днів, щоб уникнути будь-якої ймовірності того, що ембріон прийде до свідомості та, таким чином, зможе відчувати біль, що створює нові виклики для вчених.
15 червня 2021 року парламент Нідерландів 81 голосом проти 69 прийняв подання до міністра сільського господарства Кароли Шоутен про заборону вбивства курчат у Нідерландах. У зверненні, написаному та поданому депутатами Сандрою Беккерман (СП) і Леоні Вестерінг (ПЗТ), говориться: «[Парламент], зазначаючи, що близько 40 мільйонів пташенят в Нідерландах щорічно вбивають, тому що вони не мають економічної цінності; враховуючи, що це є непотрібним, оскільки є альтернативи; враховуючи, що Франція та Німеччина вже вводять заборону; заявляє, що вбивство курчат чоловічої статі має бути заборонено». Того ж дня члени парламенту Беккерман і Дерк Босвійк (ХДЗ) подали іншу пропозицію, ухвалену значно більшою більшістю (115 голосів проти 35), у ній вони просили уряд з'ясувати, як і як швидко може бути введена заборона на вбивство пташенят. введено. У заяві було підтверджено, що щорічне вбивство 40 мільйонів голландських курчат було непотрібним, що Франція та Німеччина вже ввели заборону, а також зазначалося, що «заборона в Нідерландах є бажаною і має здійснюватися таким чином, щоб це було добре для тварин, фермерів та споживачів».
18 липня 2021 року міністр сільського господарства Франції Жульєн Денорманді оголосив, що вибракування курчат буде заборонено з 1 січня 2022 року Як перемелювання, так і газування будуть заборонені, і уряд Франції надасть субсидії розвідникам курей у розмірі 10 мільйонів євро разом, щоб придбати машини для визначення статі in-ovo (що призведе до додаткових споживчих витрат приблизно в 1 євроцент за коробку з шістьма яйцями). Денорманді заявив, що очікується, що дві третини птахівничої промисловості запровадять ці машини до кінця першого кварталу 2022 року і мають встановити їх до 31 грудня 2022 року 21 липня 2021 року Німеччина та Франція зробили спільну заяву, в якій закликали інші країни-члени ЄС заборонити вибракування курчат на всій території Союзу; їхній заклик офіційно підтримали Австрія, Іспанія, Ірландія, Люксембург і Португалія.
Україна прагне наблизитися до стандартів добробуту тварин ЄС відповідно до Угода про асоціацію між Україною та Європейським Союзом (підписана у 2014 році після Євромайдан). Тому 29 серпня 2022 року Міністерство аграрної політики та продовольства України прийняло Закон №. #628 "Про затвердження Вимог до забезпечення благополуччя тварин під час забою та умертвіння" з метою дотримання Регламенту ЄС № 1099/2009 "Про захист тварин під час забою", який вимагає оглушення всіх тварин перед забоєм. З моменту набуття чинності законодавство застосовується до нових спеціалізованих потужностей, а з 1 січня 2027 року - до всіх боєнь в Україні. У квітні 2023 року українські дослідники інновацій у птахівництві зазначили, що регламент ЄС 2009 року може бути вже недостатнім, враховуючи нові зміни в країнах-членах ЄС, таких як Німеччина, яка заборонила вбивство курчат-самців з 1 січня 2022 року і натомість використовує спектроскопію для визначення статі до 15-го дня інкубації.

### Ділові зусилля (2018–дотепер)
Наразі наступні підприємства (виробники, дистриб’ютори та роздрібні торговці) перебувають у процесі запровадження яєць без убивства (також звані «яйця без братів») і поступового припинення використання яєць убивства:

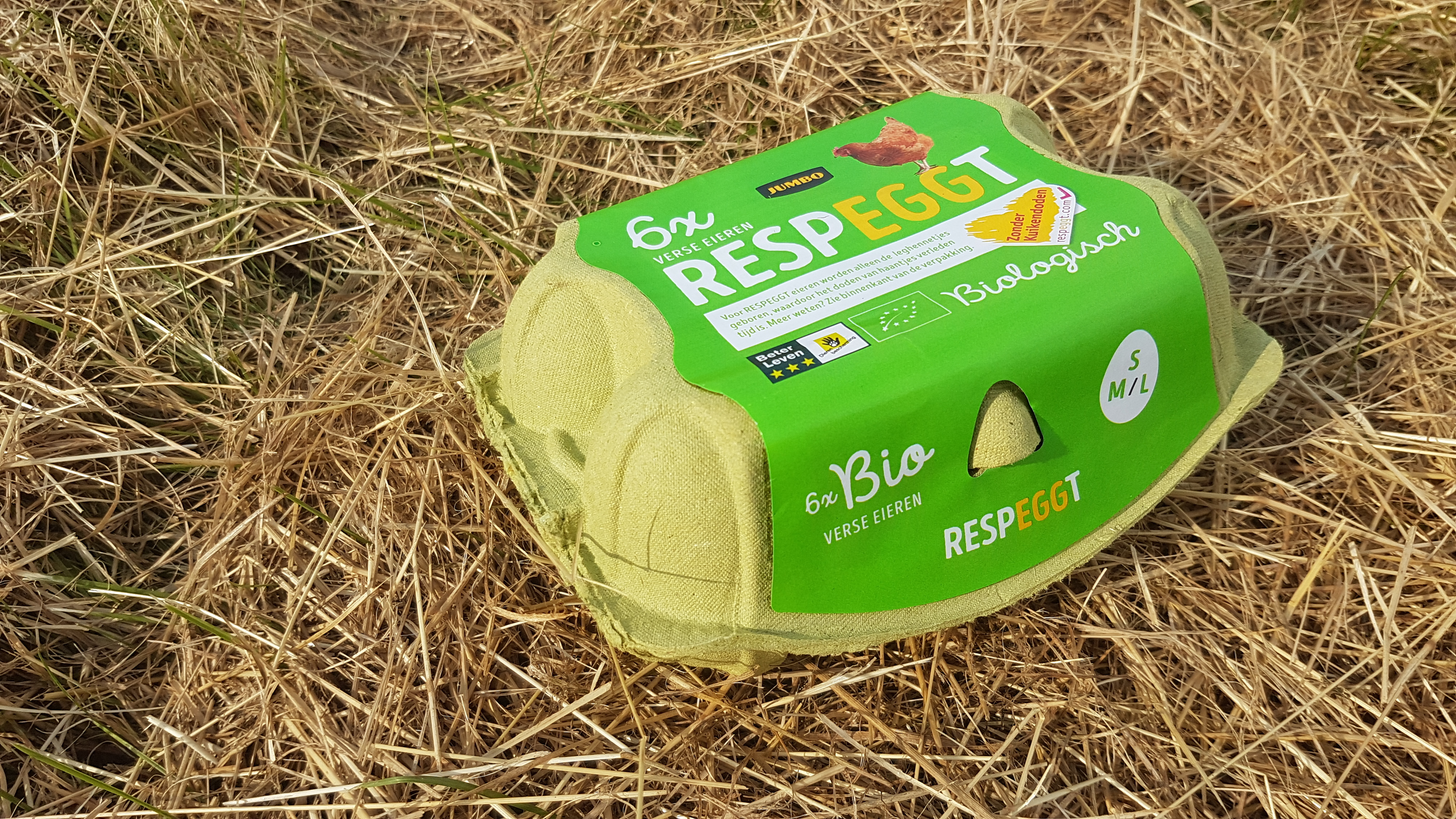
Лоток органічних яєць із маркуванням Respeggt, які продає Jumbo у Нідерландах, липень 2021 р.

- Німецька мережа супермаркетів REWE є одним із головних акціонерів голландсько-німецької компанії Seleggt, яка розробила перші яйця без вбивства. Під торговою маркою Respeggt ці яйця, які не можна вбивати, вперше були представлені в 350 супермаркетах і магазинах REWE та Penny в Берлінському регіоні в листопаді 2018 року.[54] До вересня 2019 року яйця Respeggt продавалися в 1350 магазинах REWE.[54]
- У 2019 році німецькі мережі супермаркетів Edeka, Marktkauf і Famila представили яйця без братів.[67]
- Французька транснаціональна роздрібна компанія Carrefour, Fermiers de Loué та німецька група Agri Advanced Technologies (AAT) у грудні 2019 року представили у Франції яйця без вбивства.[68] 10 лютого 2020 року компанія Carrefour оголосила, що планує позначити спеціальними логотипами упаковування яєць, які не вбиваються, щоб до 1 травня 2020 року 20% усіх її яєць продавалося без вибракування курчат, а також повністю виробляти та продавати всі яйця з AAT. метод до кінця 2021 року[26] У першій половині 2020 року кількість закладів Carrefour, які продають яйця AAT, поступово зростала
- На початку лютого 2020 року французький бізнес з дистрибуції яєць Cocorette оголосив, що співпрацюватиме з птахівничою компанією Novoponto для виробництва яєць без вбивства за технологією Seleggt.[26]
- Німецькі мережі супермаркетів Aldi Nord і Aldi Süd оголосили в березні 2020 року, що хочуть поступово припинити вибраковування курчат у всій своїй мережі до 2022 року. Станом на травень 2020 року компанія Aldi Нідерланди все ще розглядала свій курс.[54]
- Голландська мережа супермаркетів Jumbo була першою компанією в Нідерландах, яка почала продавати яйця Respeggt. З середини березня 2020 року всі супермаркети Jumbo (понад 600 закладів у Нідерландах і кілька в Бельгії) мали їх у наявності, а органічні яйця Respeggt планується представити пізніше в 2020 році [54].
- Нідерландська мережа супермаркетів Coop (понад 300 місць) почне продавати яйця Respeggt на вільному вигулі у вересні 2020 року.[54]
- У липні 2021 року голландські компанії Respeggt і In Ovo з виробництва машин для визначення статі in-ovo заявили, що визначення статі in-ovo набирає обертів у Північно-Західній Європі, і великі роздрібні торговці переходять на нього в очікуванні законодавчої заборони Німеччини на вбивство курчат.[45] Загалом, додаткові витрати були перекладені не на виробників, а на споживачів (приблизно 1 євроцент за яйце у випадку Respeggt). Генеральний директор Respeggt Мартійн Хаарман заявив: «Промисловість [птахівництва] демонструє, що вона прислухалася до бажання суспільства більше не вбивати курчат. . . . Тож тепер споживач сам вирішує, чи варто платити цю вищу ціну [1 цент за яйце], щоб запобігти вбивству курчат»[45]. Хаарман також стверджував, що альтернатива вирощувати курчат самців замість півнів на м’ясо не є економічно життєздатною та «кроком назад як для добробуту тварин, так і для навколишнього середовища».[45]

Наступні підприємства розглядають або взяли на себе зобов’язання впроваджувати яйця, які не вбиваються, і поступово відмовляються від яєць, що вбиваються:
- У 2016 році United Egg Producers, що представляє інкубаторії, які виробляють 95% усіх яєць у Сполучених Штатах, досягли угоди з Гуманною лігою про те, що вона добровільно припинить вибраковування курчат до 2020 року або як тільки це стане «економічно доцільним» і альтернативою була «комерційно доступна». У січні 2020 року президент UEP Чад Грегорі сказав, що «працездатного, масштабованого рішення ще немає», але він залишається «пріоритетом і правильною справою», і що UEP «сподівається, що прорив уже на горизонті». Президент Гуманної ліги Девід Коман-Хіді так само оптимістично дивився на досягнутий технологічний прогрес і залишається впевненим, що незабаром будуть запроваджені альтернативи, «щоб врятувати життя приблизно 300 мільйонів пташенят, яких щороку вбивають у США». на самоті".[35] Станом на 25 березня 2021 року, згідно з пресрелізом United Egg Producers, угода не була підтримана.
- Albert Heijn, найбільша нідерландська мережа супермаркетів із 1000 закладами в Нідерландах і Бельгії, у травні 2020 року заявила, що вони «ретельно стежать за технологічними розробками, і коли це буде практично здійсненно, ми це ввімкнемо».[54]

## Дивіться також
- Тваринничо-промисловий комплекс
- Вибракування
- Визначення статі курчат
- Гендерцид

## Зовнішні посилання
- Жахи інкубаторів: Найдрібніші жертви яєчної промисловості. Милосердя до тварин. (включає графічне відео про вибракування)
- Німеччина розмірковує над супер куркою. Шпіґель. 16 жовтня 2013 року.
- Коротке, жорстоке життя самців курей. Аль-Джазіра Америка. 20 лютого 2015 року.
- Розслідування щодо рівності тварин в інкубаторіях для курей. Рівність тварин наYouTube. 25 листопада 2015 року.
- Припиніть вбивати пташенят: ми можемо врятувати мільярди життів тварин від жахливого кінця. Джин Баур для Нью-Йорк Дейлі Ньюз. 8 лютого 2020 р.